# Bernat I d'Entença

Escut d'armes de la casa d'Entença.

Bernat I d'Entença fou senyor de la baronia d'Entença. Fill de Berenguer III d'Entença, va tenir dos fills:
- Berenguer IV d'Entença
- Gombau d'Entença